# Friedrich Karl Schulte
Friedrich Karl Schulte (* 4. Mai 1930 in Bergkamen, Kreis Unna; † 24. Oktober 2007) war ein deutscher Politiker der SPD.

## Ausbildung und Beruf
Friedrich Karl Schulte besuchte die Volksschule und die Realschule. Im Anschluss absolvierte er eine Schreinerlehre, die er 1948 mit der Gesellenprüfung abschloss. Er belegte ein Studium an der Staatsbauschule Essen, Fachrichtung Hochbau, an der er 1952 zum Ingenieur grad. wurde. Ab 1954 arbeitete er als freischaffender Architekt (BDA).

## Politik
Friedrich Karl Schulte war seit 1961 Mitglied der SPD. Er war Stadtverbandsvorsitzender der SPD 1967 bis 1971 und ab 1966 Ortsvereinsvorstandsmitglied. Von 1961 bis 1964 fungierte er als Bürgervertreter im Gemeinderat Bergkamen. Als Amts- und Gemeindevertreter der Amtsverwaltung Pelkum war Schulte von 1964 bis 1966 tätig. Von 1966 bis 1971 war er Mitglied des Stadtrates Bergkamen und hier auch SPD-Fraktionsvorsitzender. Mitglied der Industriegewerkschaft Bergbau und Energie war er ab 1967.
Friedrich Karl Schulte war vom 26. Juli 1970 bis 28. Mai 1980 direkt gewähltes Mitglied des 7. und 8. Landtages von Nordrhein-Westfalen für den Wahlkreis 115 Unna I.

## Ehrungen
- 1980: Verdienstkreuz am Bande der Bundesrepublik Deutschland